# A Different Kind of Fix
A Different Kind of Fix è il terzo album discografico del gruppo musicale indie rock inglese Bombay Bicycle Club, pubblicato nell'agosto 2011.

## Tracce
Testi e musiche di Jack Steadman.
1. How Can You Swallow So Much Sleep – 3:30
2. Bad Timing – 3:34
3. Your Eyes – 5:21
4. Lights Out, Words Gone – 5:01
5. Take the Right One – 3:36
6. Shuffle – 3:54
7. Beggars – 4:12
8. Leave It – 3:54
9. Fracture – 4:04
10. What You Want – 4:20
11. Favourite Day – 4:57
12. Still – 4:25
13. Beg (Bonus track) – 3:52

## Formazione
- Jack Steadman - voce, chitarra, piano
- Jamie MacColl - chitarra
- Ed Nash - basso
- Suren de Saram - batteria
- Lucy Rose - cori

## Classifiche
- Official Albums Chart - #6